# Chuck Davis (cestista 1984)
Charles Edward Davis jr., detto Chuck (Selma, 18 aprile 1984), è un ex cestista statunitense naturalizzato azero.

## Palmarès
- Coppa del Belgio: 1

Ostenda: 2008
- Eurocup: 1

Galatasaray: 2015-16